# Cathedra rubricaulis
Cathedra rubricaulis là một loài thực vật có hoa trong họ Olacaceae. Loài này được Miers mô tả khoa học đầu tiên năm 1851.